# Нагорники (Вензовецкий сельсовет)
Наго́рники (бел. Нагорнікі) — деревня в Вензовецком сельсовете Дятловского района Гродненской области Белоруссии. По переписи населения 2009 года в Нагорниках проживало 55 человек. Площадь сельского населённого пункта составляет 37,14 га, протяжённость границ — 4,84 км.

## Этимология
Название деревни образовано от названия-определения: нагорники — жители возвышенной местности.

## География
Нагорники расположены в 10 км к юго-западу от Дятлово, 151 км от Гродно, 25 км от железнодорожной станции Новоельня.

## История
По переписи населения 1897 года Нагорники — деревня в Роготненской волости Слонимского уезда Гродненской губернии (28 домов, 188 жителей).
В 1921—1939 годах Нагорники находились в составе межвоенной Польской Республики. В сентябре 1939 года Нагорники вошли в состав БССР.
В 1996 году Нагорники входили в состав колхоза «Красный Октябрь». В деревне насчитывалось 40 хозяйств, проживало 92 человека. Имелись животноводческая ферма, магазин.